# Pfarrkirche Krensdorf

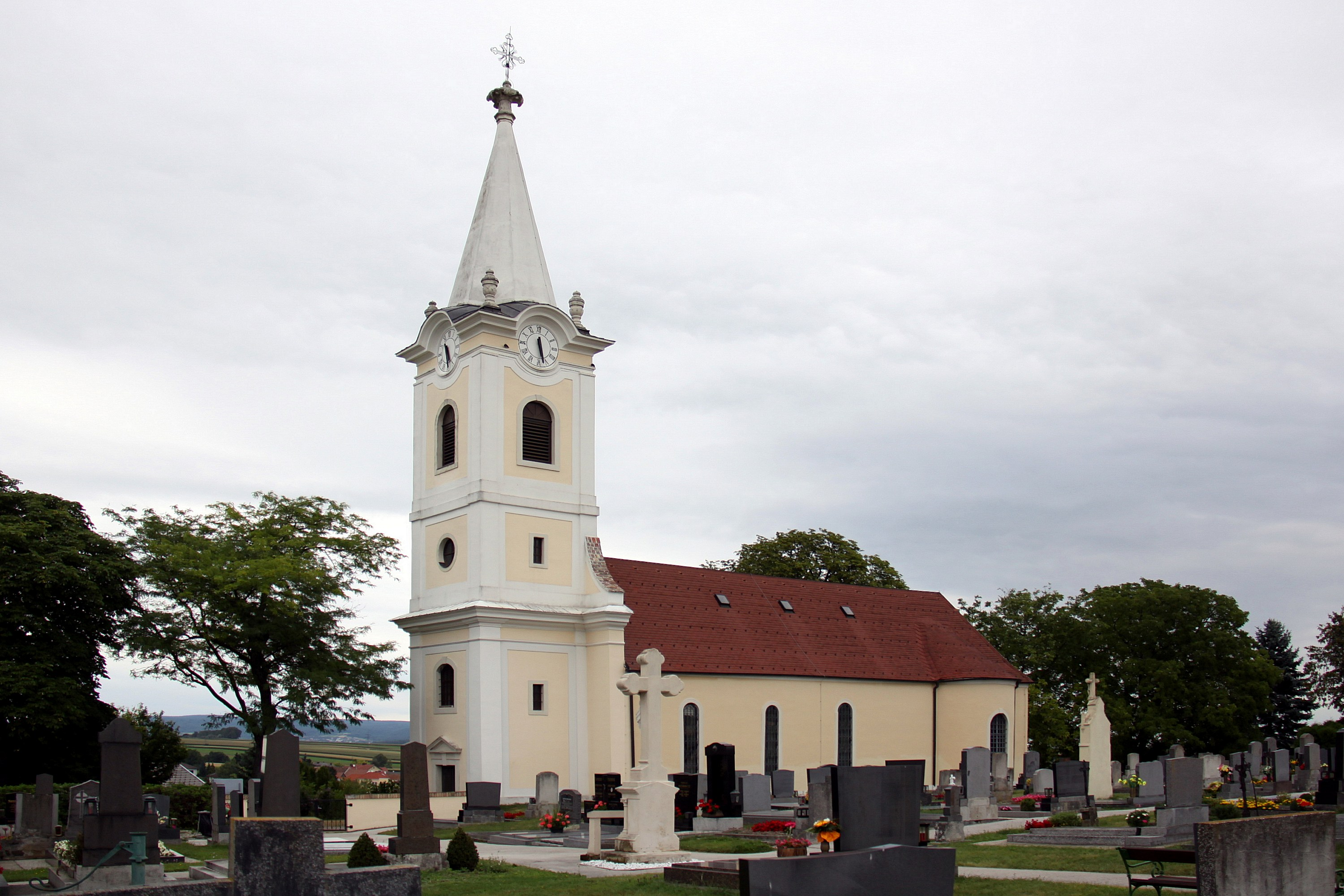
Kath. Pfarrkirche hl. Sigismund in Krensdorf

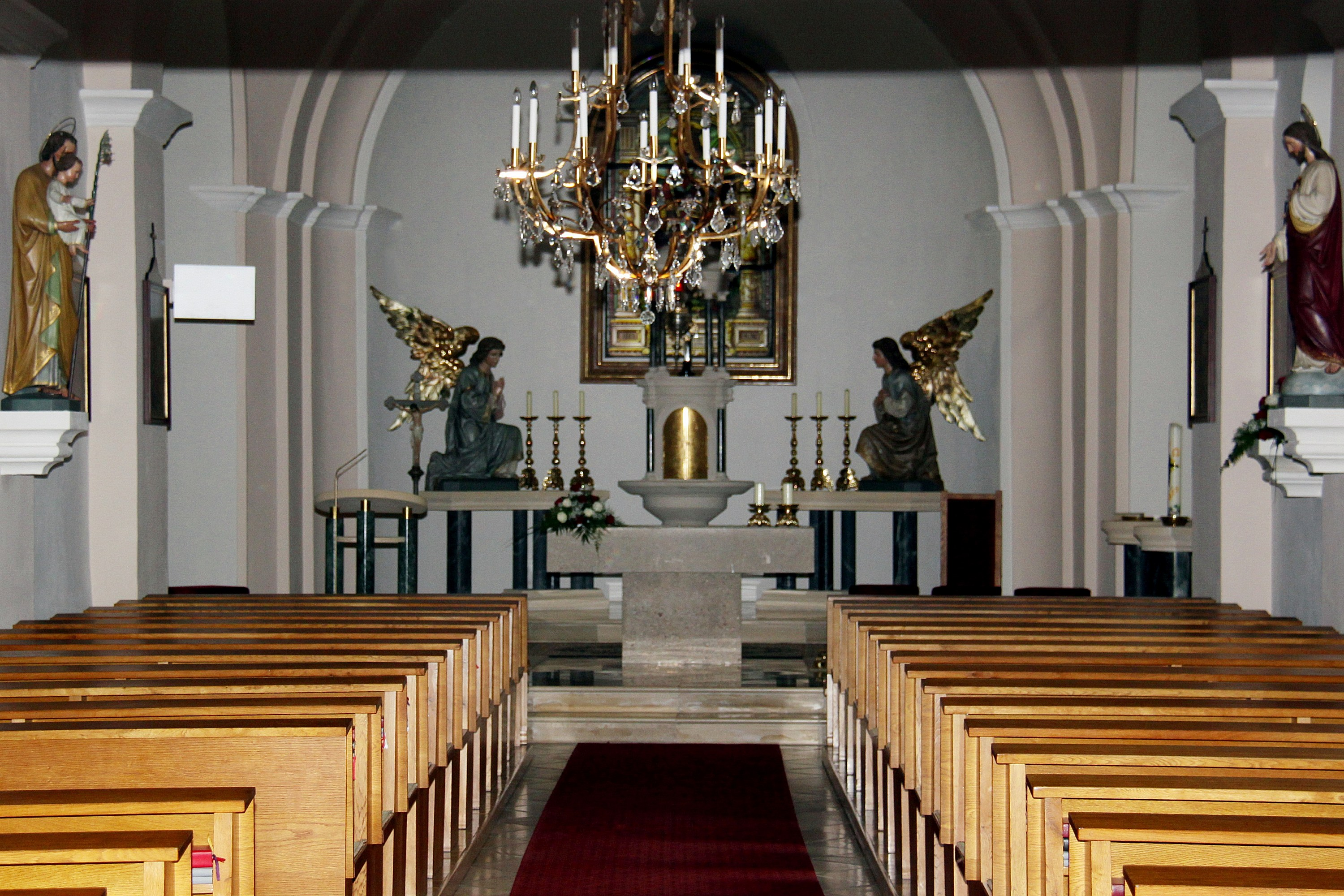
Im Langhaus zum Volksaltar

Die römisch-katholische Pfarrkirche Krensdorf steht in erhöhter Lage in der Gemeinde Krensdorf im Bezirk Mattersburg im Burgenland. Die auf den heiligen Sigismund geweihte Pfarrkirche gehört zum Dekanat Mattersburg in der Diözese Eisenstadt. Die Kirche steht unter Denkmalschutz (Listeneintrag).

## Geschichte
Eine Kirche wurde 1597 urkundlich genannt. Die 1674 renovierte Kirche wurde im Türkenkrieg 1683 abgebrannt, im 18. Jahrhundert neu erbaut und 1793 erweitert und mit einem Turm versehen. Die Kirche wurde 1868 renoviert und 1970 restauriert.

## Architektur
Das unter Verwendung von älterem Mauerwerk errichtete rechteckige Langhaus hat eine Fassade mit einem Blendgiebel. Der breite vorgestellte dreigeschoßige Westturm trägt einen steinernen Pyramidenhelm. Der Chor mit drei flachelliptisch geschlossenen Konchen hat östlich einen Strebepfeiler. Die Sakristei und die Emporenstiege sind nördlich angebaut.
Das vierjochige Langhaus hat die zwei westlichen Joche unter einem Kreuzgratgewölbe und die zwei östlichen Joche unter einem Tonnengewölbe mit Stichkappen auf flachen Pilastern. Die Empore ist stützenlos. Das Chorjoch hat ein Platzlgewölbe und über den Apsiden Schalen mit Stichkappen.

## Ausstattung
Im Chor steht ein Volksaltar. Der Taufstein trägt als Aufsatz den ehemaligen Hochaltartabernakel aus dem 19. Jahrhundert. Gegenüber steht der neue Tabernakel aus 1915 als Gegenstück. Das ehemalige Hochaltarbild hl. Sigismund ist mit Bratić pinxit 1906 bezeichnet. Es gibt ein Funebralkreuz mit Totenkopf aus dem 18. Jahrhundert.
Die Orgel aus 1956 mit sieben Registern wurde von Huber Orgelbau in Eisenstadt gebaut.